# Charles H. Leavy
Charles Henry Leavy (ur. 16 lutego 1884 w Yorku, zm. 25 września 1952 w Tacomie) – amerykański polityk, członek Partii Demokratycznej.

## Działalność polityczna
W okresie od 3 stycznia 1937 do rezygnacji 1 sierpnia 1942 przez trzy kadencje był przedstawicielem 5. okręgu wyborczego w stanie Waszyngton w Izbie Reprezentantów Stanów Zjednoczonych.